# Simfonia núm. 10 (Schubert)

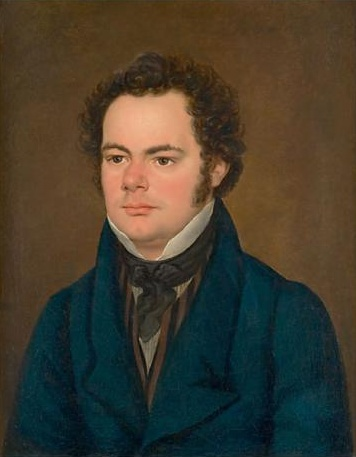
Franz Schubert dins 1827 (atribuït a Anton Depauly)

La Simfonia núm. 10 en re major, D 936A, és una obra inacabada de Franz Schubert que ha sobreviscut en un esborrany per a piano. Schubert va estar component aquesta simfonia durant les darreres setmanes de vida, i només va poder ser correctament identificada en la dècada de 1970. Ha estat orquestrada per Brian Newbould, versió que ha estat publicada, interpretada en concert i enregistrada.
Luciano Berio va compondre el 1989, l'obra Rendering basada en els esbossos d'aquesta simfonia.

## Història contemporània
El període de composició sembla que seria durant les darreres setmanes de vida del compositor, l'octubre-novembre de 1828, i se suposa que seria l'anomenada Darrera Simfonia (Letzte Symphonie) esmentada pel seu amic Eduard von Bauernfeld en un reconeixement a la figura de Schubert publicada en el Wiener Zeitschrift für Kunst, Literatur, Theater und Mode, el 13 de juny de 1829.
La música de la simfonia és, fins a cert punt, de caràcter exploratori i conté elements inusuals, com la forma híbrida del tercer moviment i la elevada naturalesa contrapuntística de molta de la música. Els esbossos del tercer moviment són entremesclats amb diversos exercicis de contrapunt, que probablement té relació amb la classe de contrapunt que Schubert va rebre de Simon Sechter unes quantes setmanes abans de la seva mort el 1828.

## Material existent
Els esbossos estan escrits en dos pentagrames, amb les veus principals i les harmonies que van des del fragments complets fins a d'altres parcialment indicats. El manuscrit conté aproximadament 30 indicacions instrumentals, amb tres trombons, la qual cosa confirma que l'orquestra prevista era d'una grandària similar a la de la Vuitena i Novena simfonies.
El manuscrit conté esbossos de tres moviments, cadascun amb una mètrica diferent (amb diferents compassos). Els experts accepten que el 2n moviment està pràcticament acabat, mentre que els dos moviments exteriors –1r i 4t moviments– estan en una forma menys avançada. Segons Newbould, en els esbossos, el 2n i 3r moviments estan ben desenvolupats i al 1r moviment només li manca la recapitulació.

### 1r moviment
Allegro maestoso en re major, compàs 4/4.

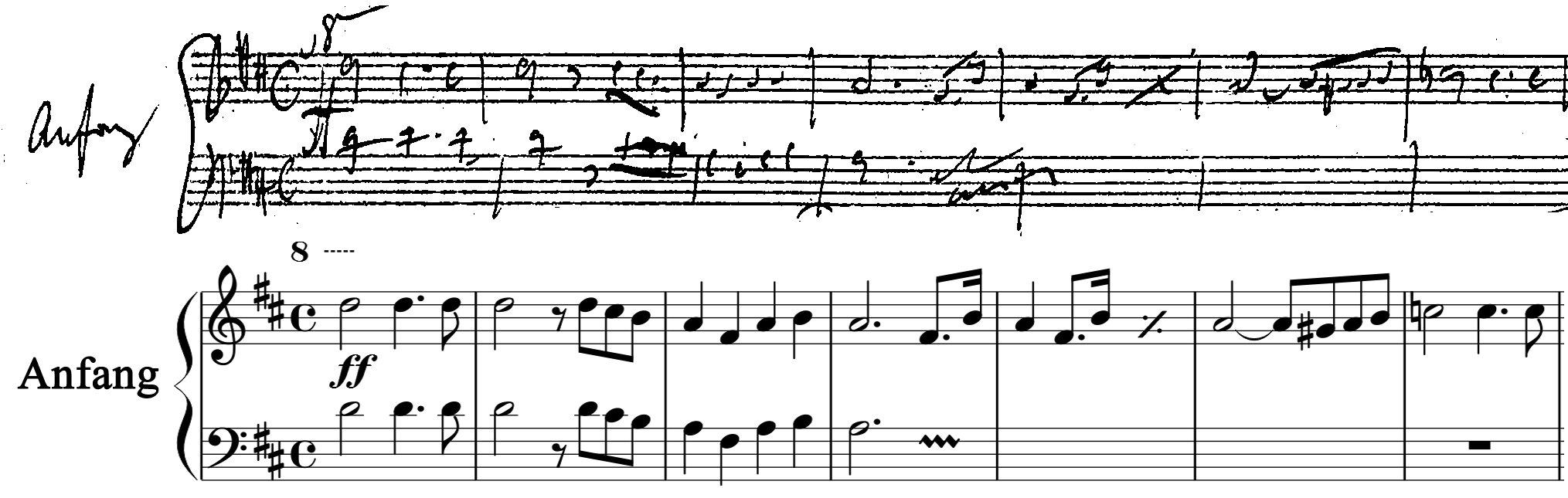
Començament del 1r moviment en el manuscrit de Schubert. En l'exposició del 1r moviment el compositor va ratllar tot el primer grup temàtic i la transició, i va escriure un versió revisada en una pàgina a part. Per a evitar confusions, s'ha etiquetat com a Anfang ("Començament").

El 1r moviment està estructurat en la forma sonata. Schubert va escriure tota l'exposició però va ratllar tot el primer grup temàtic i la transició i els va reescriure a la pàgina següent, que condueix al segon tema tal com apareix escrit en el primer esborrany. En realitat, molts esbossos dels treballs acabats de Schubert manquen de la recapitulació (com, per exemple, en les seves darreres sonates per a piano), perquè habitualment són una repetició parcialment transposada de l'exposició. Després d'això, hi ha una sèrie de breus "mòduls" amb la indicació de "Presto" que són esbossos de la coda final del moviment.

### 2n moviment
Andante en si menor, compàs 3/8.

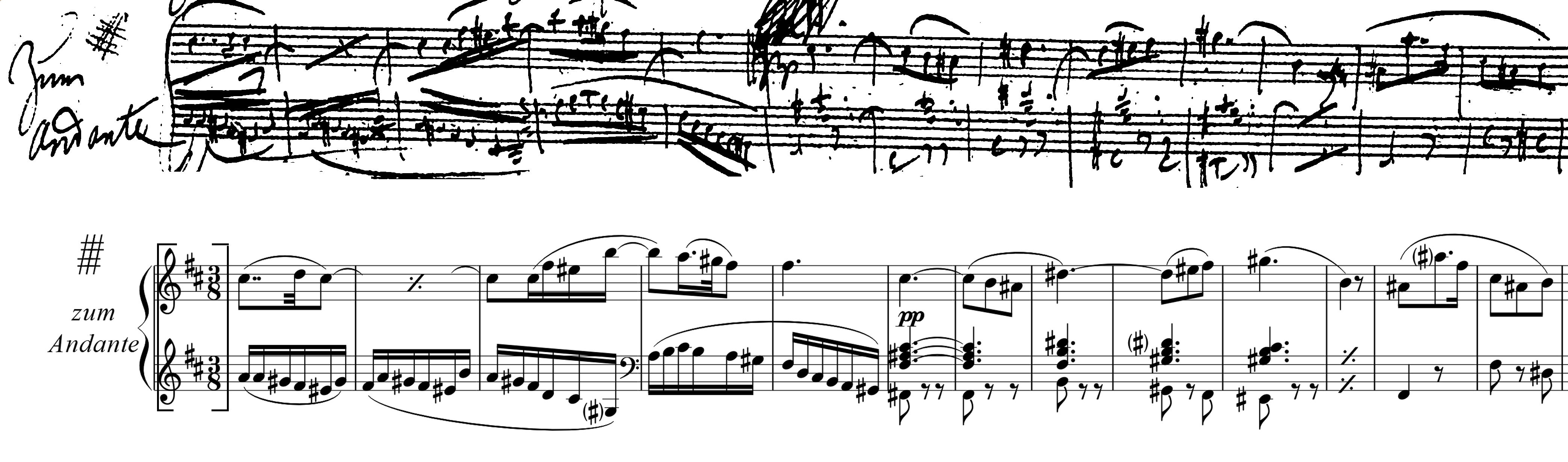
Després de reflexionar, Schubert va afegir un tema en fa♯ major al final de l'exposició del 2n moviment, i està escrit en una pàgina separada. Per a evitar confusions, el passatge s'ha etiquetat com a zum Andante ("per a l'Andante"). Els primers cinc compassos són ja present en la redacció original del moviment.

El segon moviment, el lirisme del qual té reminiscències amb el cicle de lieder Winterreise, o amb els futurs Kindertotenlieder de Mahler, també segueix la forma sonata. En l'esborrany, Schubert va ratllar la coda, malgrat que no s'observa cap aparent pèrdua de qualitat.

### 3r moviment
Scherzo (Allegro moderato en Newbould edició) en re major, en compàs 2/4.

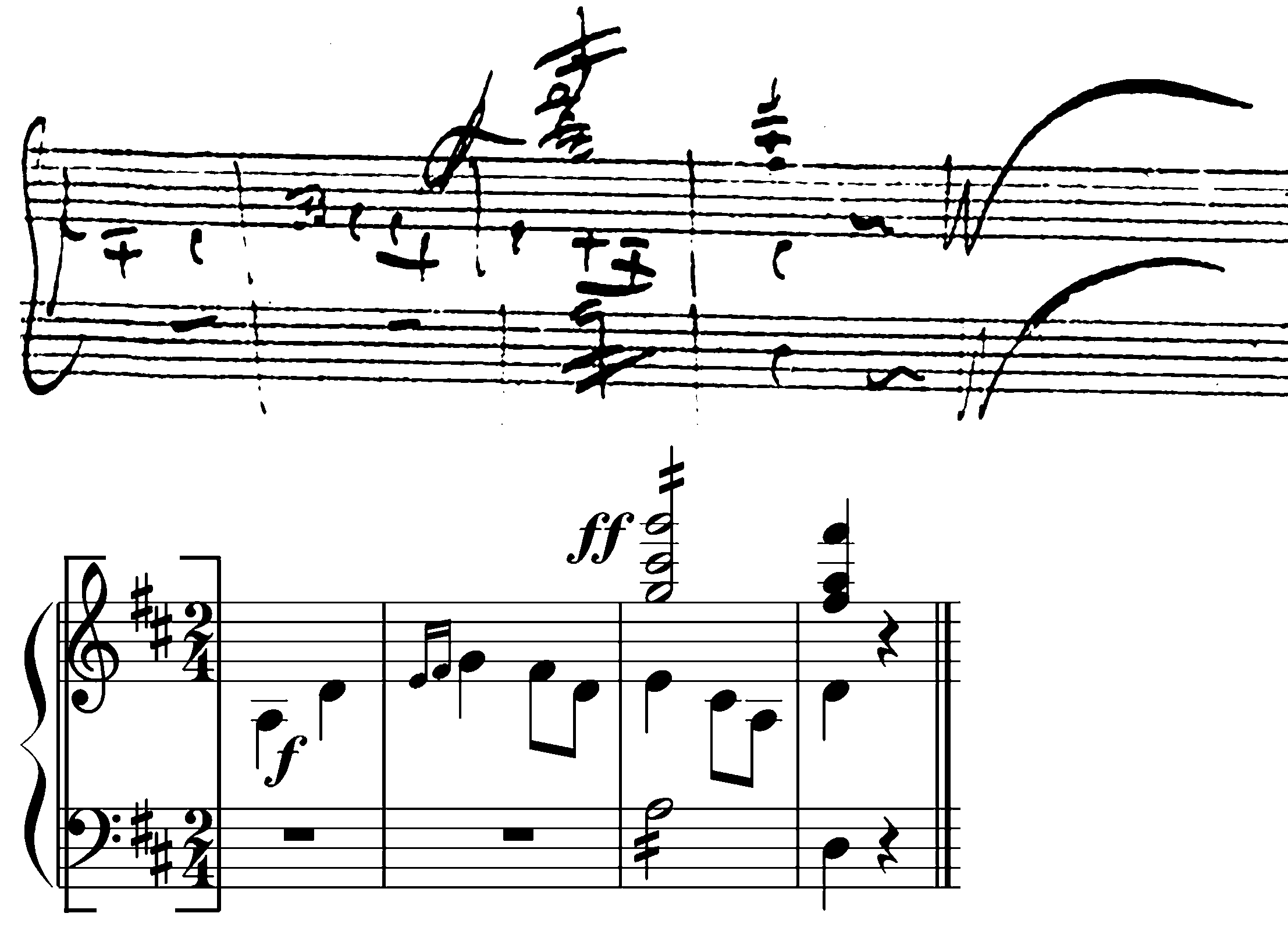
Dura 4 compassos del tercer moviment, presentant el motif que el va obrir (avís el final barline). Mentre sent fet de diversos unordered seccions, en Newbould opinió, el moviment és complet.[3

El 3r moviment en principi estava etiquetat com a "Scherzo", malgrat tenir un compàs 2/4. Després d'escriure uns quants compassos, Schubert el va deixar de costat, i va començar a omplir pàgines amb exercicis de contrapunt per provar la compatibilitat dels elements i així donar a l'obertura original una continuació lògica. En una altra pàgina, comença un altre cop el moviment, i aquesta vegada desenvolupa un moviment complet que, segons Newbould, esdevé el Finale de la simfonia. El moviment és poc convencional, ja sigui com a scherzo o com a Finale.

## Altres conclusions de l'obra
Destaquen dos intents de concloure aquesta simfonia: la versió de Brian Newbould i la de Pierre Bartholomée.
Segons Newbould, l'exposició i el desenvolupament del primer moviment estan completament redactats, així que la recapitulació la basa en l'exposició, aplicant les transposicions pertinents. Només va afegir 11 compassos, basats en material primerenc. Pel que fa a la coda, la seva reconstrucció és més especulativa, però Schubert va deixar escrits una sèrie de mòduls amb la indicació de Presto i va deixar prou pistes a Newbould per decidir l'ordre correcte dels mòduls. Pel 2n moviment, al final del recapitulació Newbould va repetir la melodia en fa sostingut major en analogia amb l'exposició. També utilitza la coda que Schubert havia descartat. Pel 3r moviment, Newbould remodela algunes seccions i en descarta dues d'elles que considera que havien estat rebutjades per Schubert.
El director belga Pierre Bartholomée considera que Newbould fa una versió massa respectuosa i conservadora. Així que fa una versió en la que reharmonitza determinades parts amb la idea d'un Schubert més tardà, i dona més desenvolupament al contrapunt de les entrades esbossades en el manuscrit. També va donar més protagonisme als instruments de vent. També afegeix com a 3r moviment l'Scherzo de la Simfonia D 708A.